# Вінтроп-Гарбор (Іллінойс)
Вінтроп-Гарбор (англ. Winthrop Harbor) — селище (англ. village) в США, в окрузі Лейк штату Іллінойс. Населення — 6705 осіб (2020).

## Географія
Вінтроп-Гарбор розташований за координатами 42°28′50″ пн. ш. 87°49′46″ зх. д. / 42.48056° пн. ш. 87.82944° зх. д. (42.480614, -87.829557).  За даними Бюро перепису населення США в 2010 році селище мало площу 12,32 км², з яких 12,09 км² — суходіл та 0,23 км² — водойми.

## Демографія
Згідно з переписом 2010 року, у селищі мешкали 6742 особи в 2583 домогосподарствах у складі 1921 родини. Густота населення становила 547 осіб/км².  Було 2700 помешкань (219/км²).
Расовий склад населення:
| - 90,9 % — білих - 2,3 % — азіатів - 1,4 % — чорних або афроамериканців - 0,4 % — корінних американців - 2,0 % — осіб інших рас |

До двох чи більше рас належало 2,9 %. Частка іспаномовних становила 7,6 % від усіх жителів.
За віковим діапазоном населення розподілялося таким чином: 22,6 % — особи молодші 18 років, 65,5 % — особи у віці 18—64 років, 11,9 % — особи у віці 65 років та старші. Медіана віку мешканця становила 42,4 року. На 100 осіб жіночої статі у селищі припадало 96,9 чоловіків;  на 100 жінок у віці від 18 років та старших — 96,7 чоловіків також старших 18 років.
Середній дохід на одне домашнє господарство  становив 92 749 доларів США (медіана — 77 837), а середній дохід на одну сім'ю — 99 619 доларів (медіана — 83 807). Медіана доходів становила 63 568 доларів для чоловіків та 46 382 долари для жінок. За межею бідності перебувало 7,2 % осіб, у тому числі 12,0 % дітей у віці до 18 років та 6,0 % осіб у віці 65 років та старших.
Цивільне працевлаштоване населення становило 3563 особи. Основні галузі зайнятості: освіта, охорона здоров'я та соціальна допомога — 21,0 %, виробництво — 16,3 %, роздрібна торгівля — 10,1 %, мистецтво, розваги та відпочинок — 8,6 %.